# Matilde Salem
Matilde Salem, ASC (de soltera Chelhot; 5 de noviembre de 1904 - 27 de febrero de 1961) fue una cooperadora salesiana, líder comunitaria y laica católica siria. Fue proclamada Sierva de Dios por el arzobispo de la Archieparquía Greco-Melquita de Alepo, Isidoro Fattal.

## Vida y matrimonio
Matilde nació en una familia adinerada. Estudió en el convento de las Hermanas Armenias de la Inmaculada Concepción, donde desarrolló una intensa vida de oración. A los 18 años, se casó con Jorge Elías Salem, un joven y exitoso empresario, el 15 de agosto de 1922. Jorge era un hombre muy austero, estricto, posesivo y autoritario, a quien Matilde tuvo que esforzarse mucho para calmarlo en ocasiones. Sin embargo, era amable con ella. Pronto descubrieron que no podrían tener hijos. Más tarde, Jorge enfermó de diabetes tipo 2 , muriendo poco después el 26 de octubre de 1944. Estuvieron casados 22 años.

## La escuela y la Fundación Jorge Salem
Matilde y su esposo, asesorados por el obispo metropolitano grecocatólico de Alepo Isidoro Fattal, habían pensado en abrir una escuela técnica para formar a futuros obreros cristianos. Fue tras la muerte de su esposo que Matilde descubrió que su verdadera vocación era «entregarse al prójimo con el mayor amor».
De acuerdo con el testamento de Jorge, lideró el proyecto y la fundación de la fundación, de la que se convirtió en su primera presidenta interina. Matilde planeó establecer la escuela técnica por consejo del arzobispo Fattal, que sería administrada en parte por la Congregación de los Hermanos Maristas. Sin embargo, menos de un año después, dejaron Alepo y abandonaron la escuela, en parte debido a la promulgación del Mandato Francés, que unió los estados de Alepo y Damasco para crear el Estado de Siria. Volvió a dirigirse al arzobispo, quien le sugirió que se trasladaran a Turín y solicitaran al entonces rector general de los Salesianos, Pedro Ricaldone, que proporcionara profesores y orientación espiritual a la escuela.
La escuela finalmente abrió sus puertas en 1948, en medio de la entonces feroz guerra israelí-palestina. Pronto tanto la escuela como el instituto recibieron a refugiados de los países vecinos. Conocida como la Madre Margarita de Alepo, en referencia a Margarita Occhiena, los recibió con bondad, albergándolos, confortándolos, consolándolos y alimentándolos.

## Muerte
El lunes de Pentecostés 26 de mayo de 1958, sufrió una hemorragia mientras trabajaba en su jardín. Su ginecólogo le dijo que era un tumor. Iba a ser operada en París, pero la enfermedad se agravó tanto que tuvo que viajar a Estados Unidos para recibir radioterapia de cobalto y tratar la proliferación maligna que luego se diagnosticó como cáncer. Ante este diagnóstico, simplemente respondió: Gracias, Dios mío.
El tratamiento se consideró inicialmente un éxito, lo que le permitió regresar a Siria ese mismo año. Sin embargo, en marzo de 1960, mientras regresaba lentamente a su vida normal de servicio activo, el cáncer reapareció. Viajó entonces a la famosa Gruta en el Santuario de Nuestra Señora de Lourdes en Francia. Regresó a Alepo y falleció el 7 de febrero de 1961, a los 56 años. Fue enterrada al lado de su esposo en la iglesia salesiana de esa ciudad. El arzobispo Fattal presidió el réquiem, en el que se refirió a ella como «Santa Matilde».

## Proceso de Beatificación
El proceso diocesano para su posible beatificación comenzó el 20 de octubre de 1995. El padre Abbud Gharghour fue designado como postulador.